# Jacky Perrenot
Jacky Perrenot est la marque commerciale d'un groupe animé par Philippe Givone et dont la principale entité est Zamenhof Rent.
Avec 9 000 salariés, c'est un des premiers acteurs français du transport routier de marchandises.

## Histoire
Jacky Perrenot se lance dans les transports de fruits et légumes en 1945, dans sa Drôme natale.
Au début des années 2000, le président Jacky Perrenot débute la croissance externe tout en dissociant sa société et celle de son fils Laurent, qui fondera LPP.
En 2019, Jacky Perrenot cède ses parts à Philippe Givone et à deux fonds d’investissements, Siparex et EMZ.
En 2021, le groupe rachète la société de livraison de colis volumineux VIR, possède plus de 5 800 véhicules et emploie 9 000 personnes en Europe pour un chiffre d'affaires consolidé de plus de 900 millions d'euros.
En 2024, Jacky Perrenot rachète la société de transport Agediss.

## Controverses
En décembre 2022, quatre dirigeants d'une filiale sarthoise de Jacky Perrenot ont été condamnés pour homicide involontaire à la suite du décès d’un salarié. Une quarantaine de plaintes avaient en outre été déposées pour dénoncer des conditions de travail difficiles.